# موزه معماری فضای باز ادو-توکیو

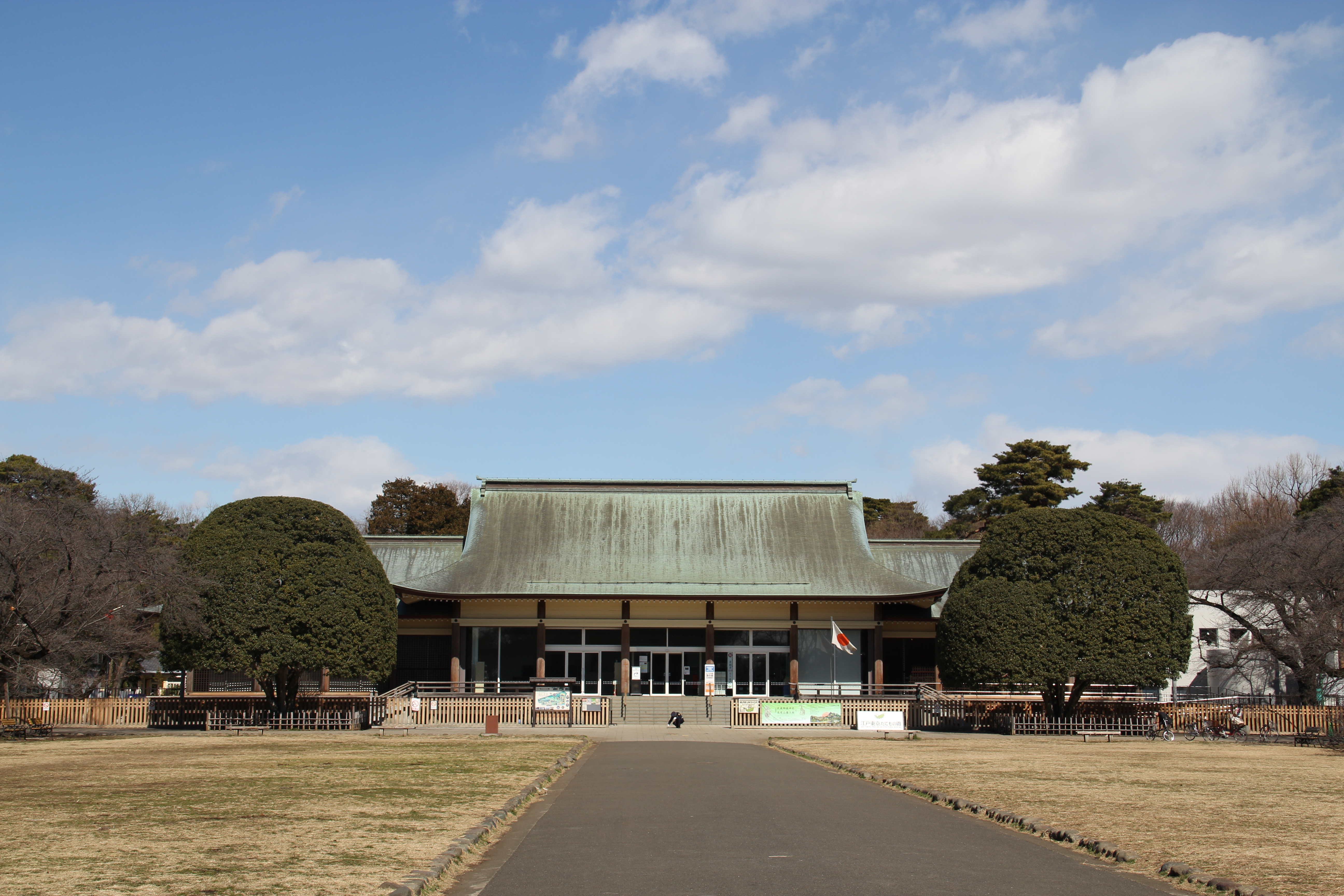
موزهٔ معماری ادو-توکیو.

موزه معماری ادو-توکیو (به ژاپنی: 江戸東京たてもの園 Edo-Tokyo Tatemono-en) یا (به انگلیسی: Edo-Tokyo Open Air Architectural) در منطقهٔ کوگانه‌ای و در داخل پارک کوگانه‌ای در توکیو، پایتخت ژاپن واقع شده‌است. این موزه در سال ۱۹۹۳ تأسیس شده‌است و یک شعبه از موزه ادو-توکیو در منطقهٔ سومیدا محسوب می‌شود. ورودی آن ۴۰۰ ین است. این موزه دارای ۲۷ ساختمان باارزش از نظر معماری-تاریخی است که از محل اصلی خود برای حفظ و نگهداری بهتر به این مکان منتقل شده‌اند. قرار است تا سال ۲۰۱۲ سه ساختمان دیگر نیز به این موزه افزوده شود. ساختمان‌ها در سه منطقهٔ شرقی و غربی و مرکزی جای گرفته‌اند.

## دسترسی
- ■ جی آر، خط چوئو-هونسن، ایستگاه موساشی-کوگانه‌ای (武蔵小金井駅 Musashi-Koganei) فاصله پیاده از ایستگاه قطار تا پارک کوگانه‌ای در حدود ۳۰ دقیقه است.
  - در صورت استفاده از اتوبوس تا پارک، ایستگاه‌های اتوبوس در مقابل در شمالی ایستگاه قرار دارند و با اتوبوس تا پارک در حدود ۵ دقیقه فاصله است.
  - ایستگاه اتوبوس شرکت اتوبوسرانی سیبو پایانهٔ ۲ و ۳. پیاده شدن در ایستگاه اتوبوس کوگانه‌ای کوئن نیشی گوچی 小金井公園西口
  - شرکت اتوبوسرانی کانتو پیاده شدن در ایستگاه اتوبوس ادو توکیو تاتِمُونُو نُو مائِه(江戸東京たてもの園前)
- در صورت استفاده از ماشین شخصی می‌توان از پارکینگ این پارک استفاده کرد. این پارکینگ برای پارک ۷۰۰ ماشین جا دارد. استفاده از پارکینگ رایگان نیست. کرایهٔ پارک برای ساعت اول ۳۰۰ ین و هر یک ساعت بعدی ۱۰۰ ین به این مبلغ افزوده می‌شود.

## نگارخانه

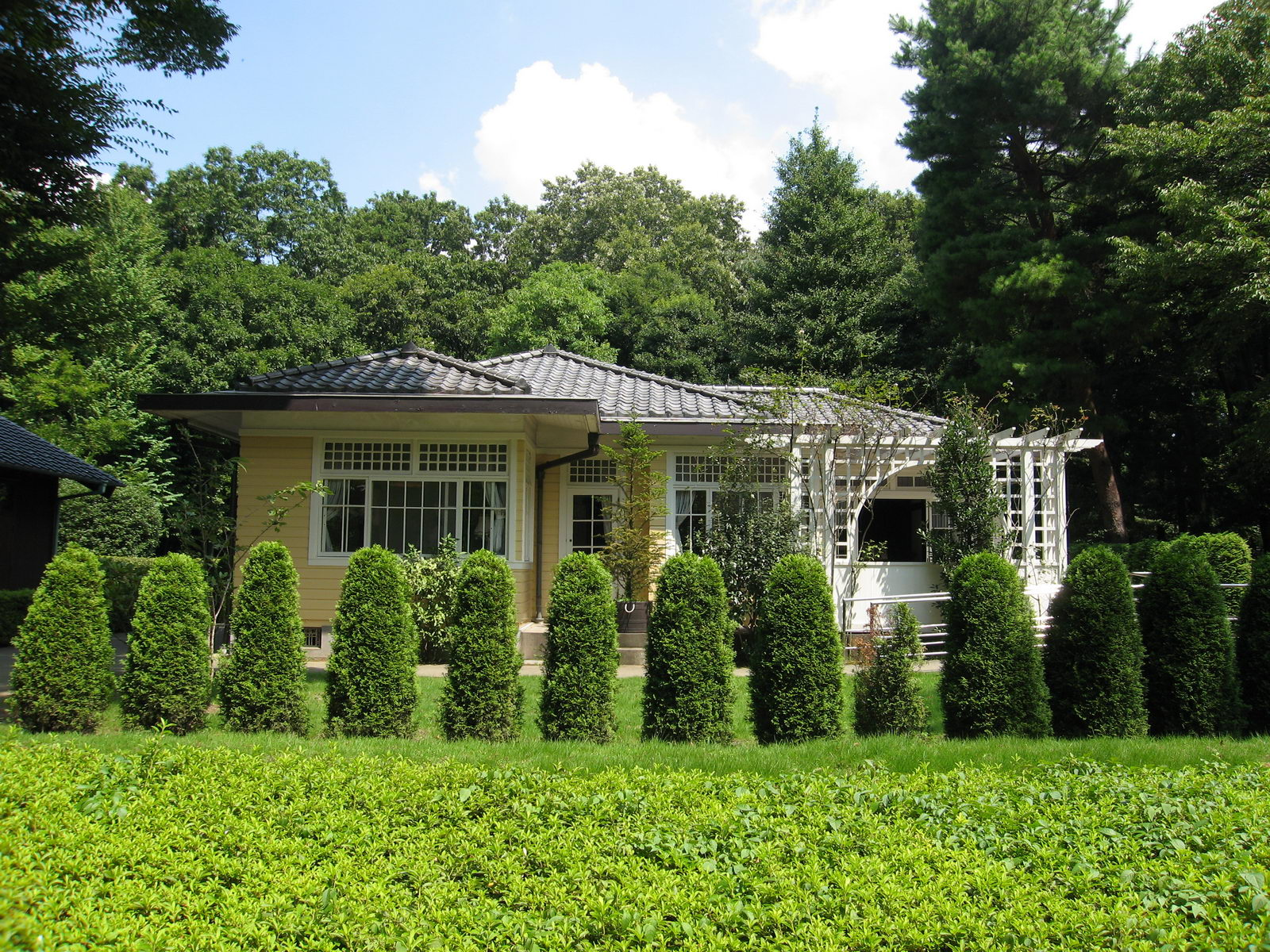
یکی از ساختمان‌های موزه مالک اصل اوکاوا ساخته شده در سال ۱۹۲۵
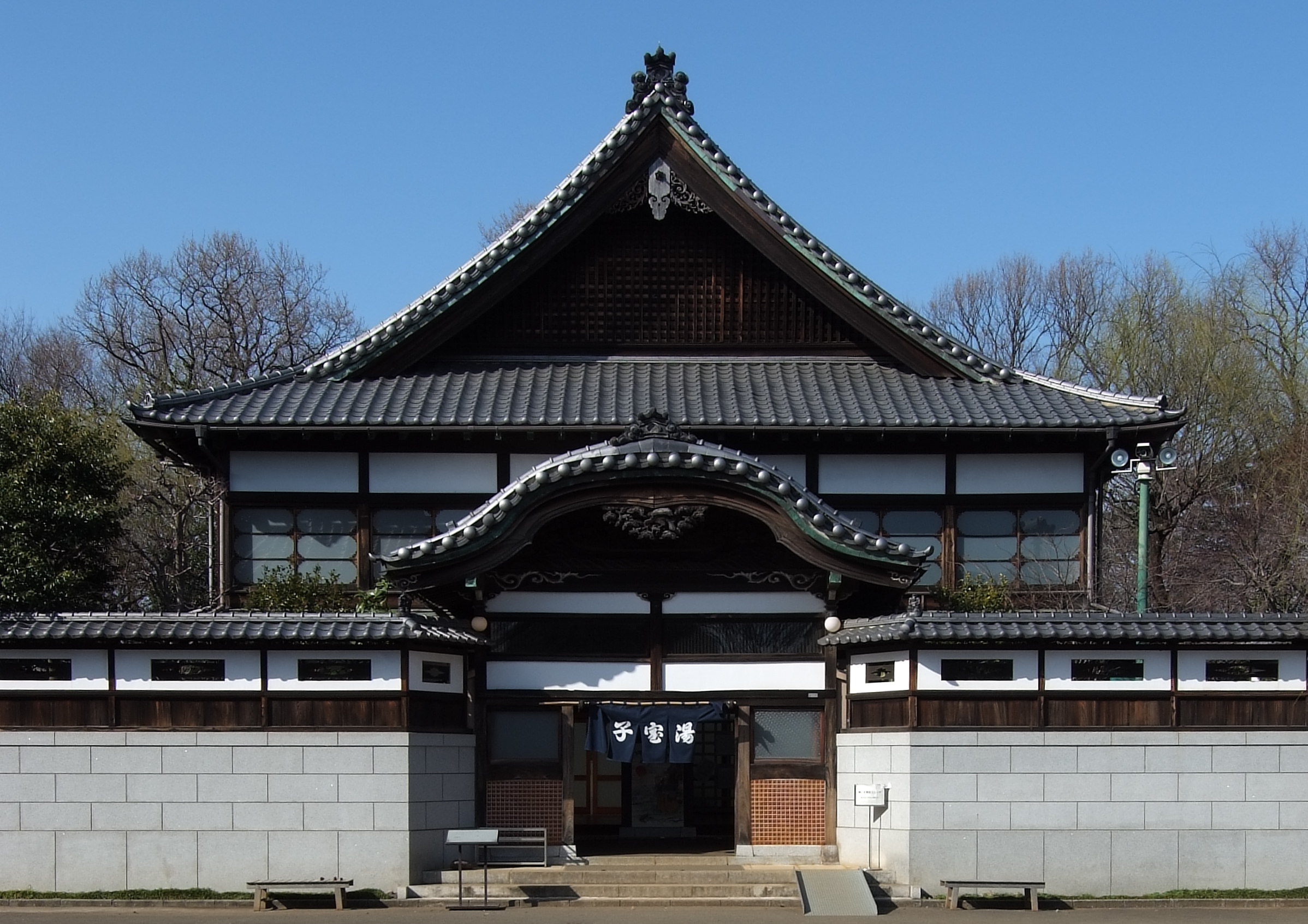
ساختمان حمام عمومی کوداکارا ساخته شده در سال ۱۹۲۹
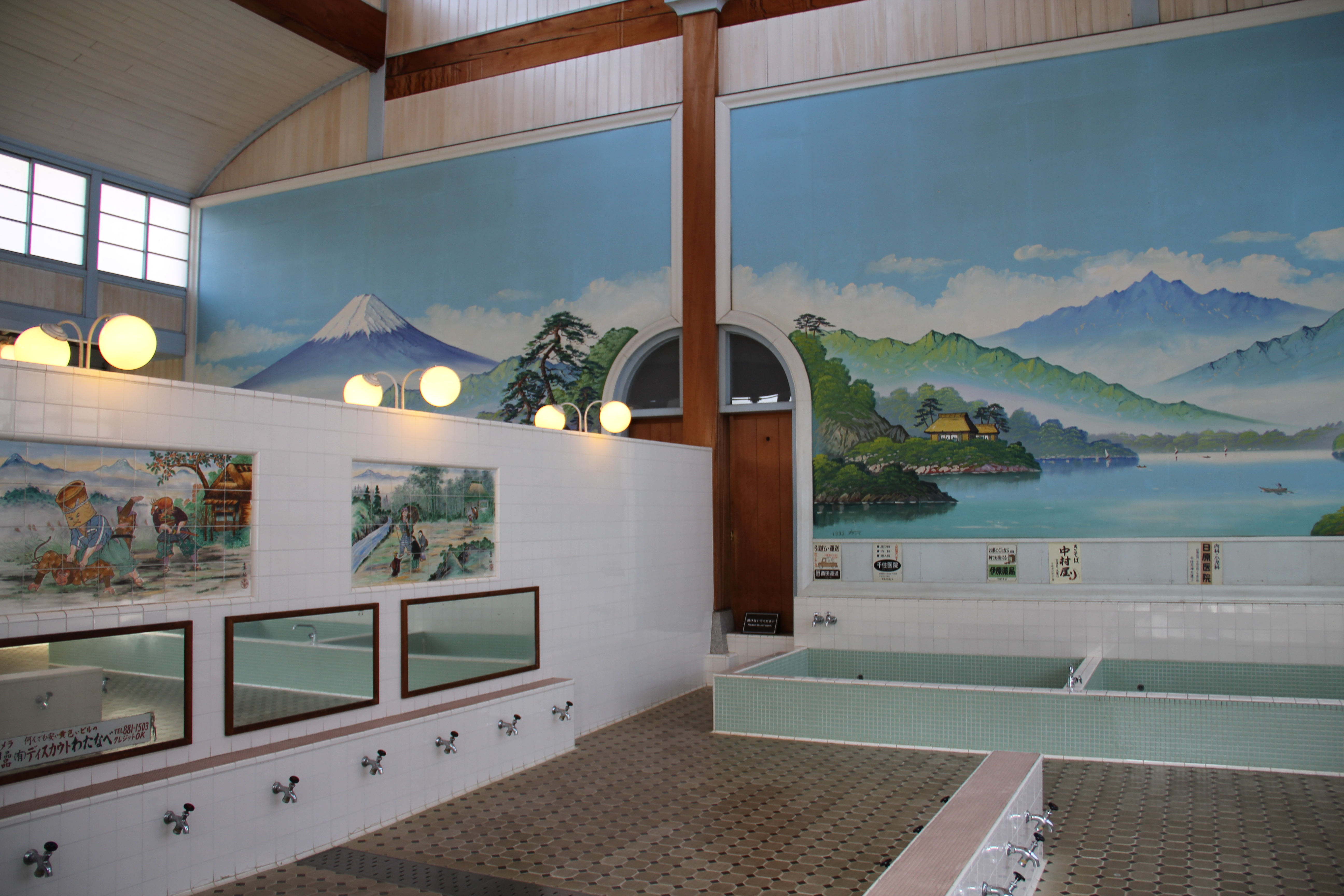
داخل حمام عمومی کوداکارا
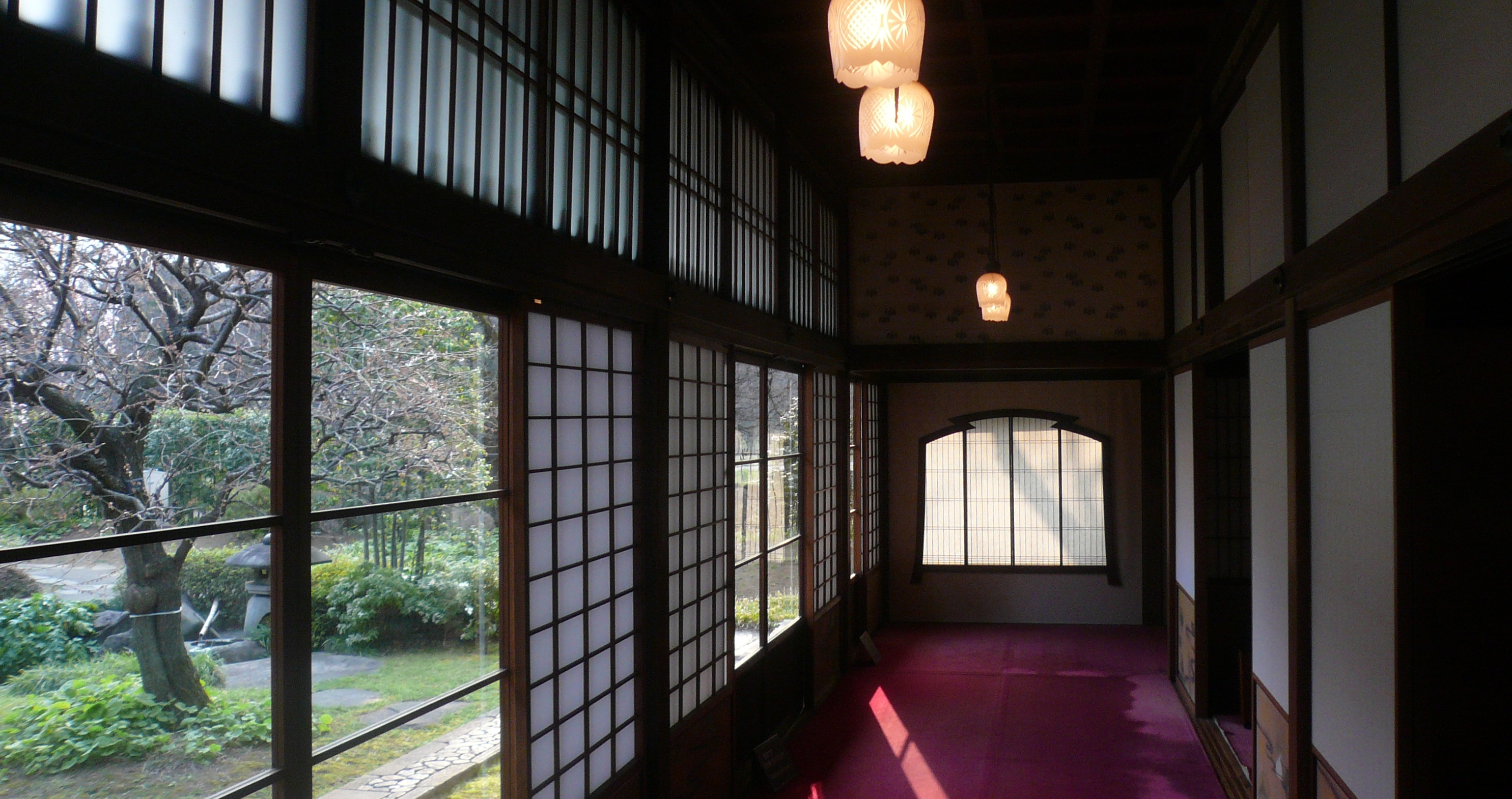
منزل سیاستمدار معروف ژاپنی تاکاهاشی کرهکیو ترور این سیاستمدار قبل از جنگ جهانی دوم در همین خانه رخ داده‌است.